# Nicolas Nabokov
Pour les articles homonymes, voir Nabokov (homonymie).
Nicolas Dmitrievitch Nabokov (17 avril 1903 – 6 avril 1978) est un compositeur, musicologue et écrivain né en Russie, et devenu citoyen américain en 1939.

## Biographie
Cousin germain de l'écrivain Vladimir Nabokov, ainsi que du baron Edouard von Falz-Fein, Nicolas Nabokov est né dans une famille de la noblesse terrienne, à Lubcza, près de Minsk, où il fut éduqué par des précepteurs privés. En 1918, sa famille s'étant réfugiée en Crimée pour fuir la révolution d'Octobre, il entreprit sa formation de musicien sous la direction de Vladimir Rebikov. Après un bref séjour en Allemagne, il s'installa à Paris en 1923, où il fit ses études à la Sorbonne.
En 1928, il écrivit sa première œuvre importante, le ballet-oratorio Ode, pour Serge de Diaghilev et les Ballets russes de Monte-Carlo, suivi en 1931 par sa Lyrical Symphony. Deux ans plus tard, il s'établit aux États-Unis, où il donna des conférences de musicologie à la Fondation Barnes. Il composa le ballet Union Pacific en 1934.
Après avoir enseigné la musique au Wells College de New York en 1936-1941, Nicolas Nabokov occupa le poste de professeur au St John's College du Maryland. En 1945, il travailla pour le Strategic Bombing Survey américain en Europe, sur les conseils de Wystan Hugh Auden, et devint conseiller culturel dans l'Allemagne de l'après-guerre. 
De retour aux États-Unis en 1947, Nicolas Nabokov enseigna à l'Institut Peabody de l'université Johns-Hopkins, dans le Maryland. Puis, en 1950, il fut nommé directeur de la musique à l'American Academy de Rome. En 1951, il devint secrétaire général du tout récent Congrès pour la liberté de la culture (CCF). À ce poste, qu'il conserva plus de quinze ans, il organisa de nombreux festivals de musique et manifestations culturelles.
La mort de Raspoutine lui inspira un opéra, Rasputin's End, sur un livret de Stephen Spender, en 1958, créé à l'opéra de Cologne. Il écrivit ensuite un ballet sur Don Quichotte en 1966. Après la dissolution du CCF en 1967, Nicolas Nabokov donna une série de conférences dans les universités américaines, avant de devenir compositeur résident de l'Institut Aspen, de 1970 à 1973.
Son opéra Love's Labour's Lost, composé en 1971 d'après Peines d'amour perdues de William Shakespeare, sur un livret de Wystan Hugh Auden et Chester Kallman, fut créé en 1973. 
Marié cinq fois, il eut trois fils.

## Sources
- (en) Cet article est partiellement ou en totalité issu de l’article de Wikipédia en anglais intitulé « Nicolas Nabokov » (voir la liste des auteurs).